# Morti nel 1834
| Questa pagina contiene informazioni ricavate automaticamente dalle voci biografiche con l'ausilio del template Bio e di un bot. L'aggiornamento è periodico e automatico e ricostruisce completamente la pagina. Se manca una persona in questa lista, sei pregato di non aggiungerla, ma accertati piuttosto che la sua voce biografica contenga il template Bio e che i dati anagrafici siano correttamente compilati. Se il template Bio manca, inseriscilo tu stesso o, in alternativa, metti l'avviso {{tmp\|Bio}} che ne segnala la mancanza. Se i dati riportati sono sbagliati, correggi direttamente la voce biografica; le modifiche saranno visibili in questa lista entro pochi giorni. Per chiarimenti vedi il progetto biografie. La lista contiene solo le 196 persone che sono citate nell'enciclopedia e per le quali è stato implementato correttamente il template Bio. Pagina aggiornata al 2 nov 2024. |

## Gennaio(14)
- 3 gennaio - Józef Ossoliński, politico polacco (n. 1758)
- 4 gennaio - Mauro Gandolfi, pittore italiano (n. 1764)
- 5 gennaio - Claude Carra Saint-Cyr, generale e diplomatico francese (n. 1760)
- 8 gennaio - Jacques-Julien Houtou de La Billardière, botanico francese (n. 1755)
- 9 gennaio - Gambhir Singh, principe indiano (n. 1788)
- 10 gennaio - Paluzzo Altieri, V principe di Oriolo, principe, militare e politico italiano (n. 1760)
- 12 gennaio - William Wyndham Grenville, I barone Grenville, politico britannico (n. 1759)
- 17 gennaio - Giovanni Aldini, fisico e fisiologo italiano (n. 1762)
- 20 gennaio - Ferdinando Federico Augusto di Württemberg, militare (n. 1763)
- 23 gennaio - Ferdinando Brambilla, pittore e incisore italiano (n. 1763)
- 27 gennaio - Thomas George Lyon-Bowes, Lord Glamis, nobile britannico (n. 1801)
- 27 gennaio - Carl Ernst August Weihe, botanico tedesco (n. 1779)
- 29 gennaio - Alessandro Ricci, medico, disegnatore e esploratore italiano (n. 1792)
- 29 gennaio - Johann Gaudenz von Salis-Seewis, poeta, scrittore e librettista svizzero (n. 1762)

## Febbraio(26)
- 3 febbraio - Giovanni Battista Scapaccino, carabiniere italiano (n. 1802)
- 5 febbraio - Vasilij Petrovič Obolenskij, generale russo (n. 1780)
- 7 febbraio - Louis Antoine Fauvelet de Bourrienne, diplomatico e politico francese (n. 1769)
- 7 febbraio - Cadwallader D. Colden, politico statunitense (n. 1769)
- 8 febbraio - Richard Lemon Lander, esploratore britannico (n. 1804)
- 8 febbraio - Lewis David de Schweinitz, botanico e micologo statunitense (n. 1780)
- 9 febbraio - Pavel Petrovič Palen, generale russo (n. 1775)
- 12 febbraio - Friedrich Schleiermacher, filosofo e teologo tedesco (n. 1768)
- 13 febbraio - Riccardo Calocchieri, architetto italiano (n. 1773)
- 13 febbraio - Giovanni Battista Fanucci, storico italiano (n. 1756)
- 13 febbraio - Vincenzo Sulis, scrittore e militare italiano (n. 1758)
- 14 febbraio - Vittorio Pilo Boyl, nobile, militare e politico italiano (n. 1778)
- 14 febbraio - Marco Faustino Gagliuffi, umanista, poeta e latinista italiano (n. 1765)
- 14 febbraio - John Shore, I barone Teignmouth, funzionario britannico (n. 1751)
- 15 febbraio - Pietro Calepio, politico italiano (n. 1762)
- 15 febbraio - Pierre-Marie-Auguste Picot de Peccaduc, nobile e militare francese (n. 1767)
- 16 febbraio - François Aimé Louis Dumoulin, disegnatore, pittore e incisore svizzero (n. 1753)
- 17 febbraio - John Thelwall, giornalista e poeta britannico (n. 1764)
- 18 febbraio - William Wirt, politico statunitense (n. 1772)
- 19 febbraio - Giovanni Battista Rodella, inventore italiano (n. 1749)
- 23 febbraio - Karl Ludwig von Knebel, scrittore, poeta e traduttore tedesco (n. 1744)
- 24 febbraio - Pietro Caprano, cardinale italiano (n. 1759)
- 26 febbraio - Serafino Grassi, avvocato e storico italiano (n. 1769)
- 26 febbraio - Alois Senefelder, inventore e commediografo austriaco (n. 1771)
- 27 febbraio - Jean-Baptiste Wicar, pittore e collezionista d'arte francese (n. 1762)
- 28 febbraio - Joseph Aibl, editore musicale e litografo tedesco (n. 1802)

## Marzo(17)
- 5 marzo - Leopoldo Cicognara, nobile, storico dell'arte e bibliografo italiano (n. 1767)
- 12 marzo - Samuel Smith, politico e banchiere inglese (n. 1754)
- 12 marzo - Johann Rudolf von Buol-Schauenstein, diplomatico austriaco (n. 1763)
- 12 marzo - Karl Feuerbach, matematico tedesco (n. 1800)
- 13 marzo - Camillo Cattaneo della Volta, arcivescovo cattolico italiano (n. 1750)
- 13 marzo - Charles Philip Yorke, politico e ammiraglio britannico (n. 1764)
- 18 marzo - Mihály Viczay, numismatico e archeologo ungherese (n. 1757)
- 19 marzo - Pierre-Auguste Adet, medico, chimico e politico francese (n. 1763)
- 19 marzo - Luigi Arcovito, generale e patriota italiano (n. 1766)
- 21 marzo - Giuseppe Zacco, pittore italiano (n. 1786)
- 24 marzo - Alessio Federico Cristiano di Anhalt-Bernburg, principe tedesco (n. 1767)
- 27 marzo - George Stewart, VIII conte di Galloway, ammiraglio e politico scozzese (n. 1768)
- 28 marzo - Nicola Maria Francesco Addone, rivoluzionario italiano (n. 1763)
- 29 marzo - John Campbell, I marchese di Breadalbane, nobile e militare scozzese (n. 1762)
- 29 marzo - Antonino Gentile, architetto italiano (n. 1790)
- 30 marzo - Rudolph Ackermann, inventore e editore tedesco (n. 1764)
- 30 marzo - Francis Douce, antiquario e collezionista d'arte inglese (n. 1757)

## Aprile(5)
- 7 aprile - Jean Louis Marie Poiret, botanico e esploratore francese (n. 1755)
- 11 aprile - John Fuller, politico e filantropo britannico (n. 1757)
- 11 aprile - Matteo Pertsch, architetto austriaco (n. 1769)
- 12 aprile - Isabella Ingram, nobile britannica (n. 1759)
- 15 aprile - Girolamo Amati, filologo classico, epigrafista e archeologo italiano (n. 1768)

## Maggio(20)
- 3 maggio - Aleksej Andreevič Arakčeev, generale, politico e nobile russo (n. 1769)
- 3 maggio - Filippo Filonardi, arcivescovo cattolico italiano (n. 1753)
- 3 maggio - Kurimoto Masayoshi, naturalista, zoologo e entomologo giapponese (n. 1756)
- 4 maggio - George Cavendish, I conte di Burlington, politico inglese (n. 1754)
- 9 maggio - Turki bin Abd Allah bin Muhammad Al Sa'ud, sovrano saudita (n. 1755)
- 10 maggio - Agostino Olivieri, teologo e vescovo cattolico italiano (n. 1758)
- 11 maggio - Joseph Walland, arcivescovo cattolico austriaco (n. 1763)
- 13 maggio - Andrea Uberto Fournet, presbitero francese (n. 1752)
- 15 maggio - Benedetto Cappelletti, cardinale e vescovo cattolico italiano (n. 1764)
- 17 maggio - Heinrich Wilhelm Brandes, fisico, meteorologo e astronomo tedesco (n. 1777)
- 17 maggio - Enrique José O'Donnell, generale spagnolo (n. 1769)
- 18 maggio - Pëtr Andreevič Kikin, militare, filantropo e nobile russo (n. 1775)
- 19 maggio - Teresa Pichler, attrice teatrale italiana (n. 1769)
- 20 maggio - Gilbert du Motier de La Fayette, generale e politico francese (n. 1757)
- 21 maggio - Pierre Cuillier-Perron, militare e avventuriero francese (n. 1753)
- 25 maggio - Charles Joseph Auriol, pittore svizzero (n. 1778)
- 25 maggio - Giuliano Frullani, matematico e ingegnere italiano (n. 1795)
- 27 maggio - Alessandro Franceschi, scultore italiano (n. 1789)
- 29 maggio - John Wodehouse, I barone Wodehouse, nobile e politico inglese (n. 1741)
- 31 maggio - Khalifa bin Salman bin Ahmed Al Khalifa, sovrano bahreinita (n. 1795)

## Giugno(5)
- 2 giugno - Viktor Pavlovič Kočubej, diplomatico russo (n. 1768)
- 9 giugno - William Carey, missionario e presbitero irlandese (n. 1761)
- 28 giugno - Giuseppe Bove, urbanista e architetto russo (n. 1784)
- 29 giugno - Ferdinando Arrivabene, patriota, letterato e poeta italiano (n. 1770)
- 29 giugno - Alexandre-Étienne Choron, musicologo e pedagogista francese (n. 1772)

## Luglio(9)
- 8 luglio - Antonio Maria Frosini, cardinale italiano (n. 1751)
- 12 luglio - David Douglas, botanico scozzese (n. 1799)
- 14 luglio - Edmond-Charles Genêt, diplomatico e politico francese (n. 1763)
- 19 luglio - Antonio Pallotta, cardinale italiano (n. 1770)
- 24 luglio - Georges-Pierre-Paul-Joseph Chaix, pittore francese (n. 1784)
- 25 luglio - Samuel Taylor Coleridge, poeta, critico letterario e filosofo britannico (n. 1772)
- 27 luglio - Henry Bathurst, III conte Bathurst, politico britannico (n. 1762)
- 27 luglio - Jean-Joseph Delplancq, vescovo cattolico belga (n. 1767)
- 28 luglio - Michele Arcangelo Lupoli, arcivescovo cattolico, teologo e letterato italiano (n. 1765)

## Agosto(19)
- 1º agosto - Robert Morrison, missionario, sinologo e lessicografo britannico (n. 1782)
- 1º agosto - Charlotte de Robespierre, scrittrice francese (n. 1760)
- 2 agosto - Harriet Arbuthnot, scrittrice britannica (n. 1793)
- 3 agosto - August Christian Andreas Abel, violinista tedesco (n. 1751)
- 5 agosto - Gijsbert Karel van Hogendorp, politico olandese (n. 1762)
- 7 agosto - Joseph-Marie Jacquard, inventore francese (n. 1752)
- 8 agosto - Silvestro Palma, compositore italiano (n. 1754)
- 8 agosto - Carlo Luigi Porporato di Sampeyre, generale italiano (n. 1762)
- 12 agosto - Alessandro Grazioli, compositore e organista italiano (n. 1780)
- 17 agosto - Hans Frisak, matematico e cartografo norvegese (n. 1773)
- 17 agosto - Husein Gradaščević, militare bosniaco (n. 1802)
- 17 agosto - Leopoldina Naudet, religiosa italiana (n. 1773)
- 21 agosto - Luigi Menghetti, fantino italiano (n. 1762)
- 22 agosto - Jacob Georg Christian Adler, orientalista, biblista e numismatico tedesco (n. 1756)
- 23 agosto - Anders Fredrik Skjöldebrand, generale svedese (n. 1757)
- 25 agosto - Charles Boyle, visconte Dungarvan, ufficiale irlandese (n. 1800)
- 27 agosto - Eliza Radziwiłł, nobildonna polacca (n. 1803)
- 27 agosto - Andrea Bolognesi, compositore e musicista italiano (n. 1775)
- 31 agosto - Karl Ludwig Harding, astronomo tedesco (n. 1765)

## Settembre(10)
- 2 settembre - Thomas Telford, ingegnere scozzese (n. 1757)
- 4 settembre - Maria Francesca di Braganza, nobile portoghese (n. 1800)
- 9 settembre - James Weddell, esploratore e navigatore inglese (n. 1787)
- 10 settembre - Crisanto di Costantinopoli, arcivescovo ortodosso greco (n. 1768)
- 13 settembre - Joseph Cornudet des Chaumettes, politico e magistrato francese (n. 1755)
- 14 settembre - Giovanni Antonio Giobert, chimico italiano (n. 1761)
- 15 settembre - William Harris Crawford, politico statunitense (n. 1772)
- 16 settembre - Antoine-Vincent Arnault, politico, poeta e drammaturgo francese (n. 1766)
- 24 settembre - Pietro I del Brasile, re portoghese (n. 1798)
- 29 settembre - Federico di Sassonia-Altenburg, duca (n. 1763)

## Ottobre(19)
- 1º ottobre - Gamzat-bek, imam russo (n. 1789)
- 1º ottobre - Giovanni Giraud, drammaturgo, poeta e banchiere italiano (n. 1776)
- 1º ottobre - Guillaume-Charles Rousseau, generale francese (n. 1772)
- 5 ottobre - María Josefa Pimentel, duchessa di Osuna, nobildonna spagnola (n. 1750)
- 8 ottobre - François-Adrien Boieldieu, compositore francese (n. 1775)
- 10 ottobre - Thomas Say, naturalista, entomologo e zoologo statunitense (n. 1787)
- 12 ottobre - Ferdinando Colonna di Stigliano, II principe di Stigliano, diplomatico italiano (n. 1785)
- 16 ottobre - Albrecht Wilhelm Roth, botanico e medico tedesco (n. 1757)
- 18 ottobre - Isabelle de Gélieu, scrittrice e traduttrice svizzera (n. 1779)
- 19 ottobre - James Whitfield, religioso e arcivescovo cattolico inglese (n. 1770)
- 21 ottobre - Edward Smith-Stanley, XII conte di Derby, nobile e politico inglese (n. 1752)
- 23 ottobre - Fath Ali Shah, sovrano persiano (n. 1772)
- 23 ottobre - William Robert Spencer, nobile e poeta inglese (n. 1769)
- 26 ottobre - Michele Buniva, medico, veterinario e patriota italiano (n. 1761)
- 26 ottobre - Joseph Marie Dessaix, generale francese (n. 1764)
- 27 ottobre - Johann Adam Bergk, filosofo tedesco (n. 1769)
- 29 ottobre - Giacinto Placido Zurla, cardinale, arcivescovo cattolico e geografo italiano (n. 1769)
- 31 ottobre - Francesco Chiarchiaro, vescovo cattolico italiano (n. 1748)
- 31 ottobre - Eleuthère Irénée du Pont, chimico e imprenditore francese (n. 1771)

## Novembre(13)
- 2 novembre - Elizabeth Margaret Chandler, scrittrice e poetessa statunitense (n. 1807)
- 3 novembre - Carlo Lauberg, politico, rivoluzionario e scienziato italiano (n. 1762)
- 10 novembre - Antonio Lazzari, disegnatore e incisore italiano (n. 1798)
- 10 novembre - George Spencer, II conte Spencer, nobile e politico britannico (n. 1758)
- 11 novembre - Félix Amat, arcivescovo cattolico, teologo e bibliotecario spagnolo (n. 1750)
- 12 novembre - Vittorio Amedeo d'Assia-Rotenburg, nobile (n. 1779)
- 13 novembre - Friedrich Adolf Ebert, bibliotecario e bibliografo tedesco (n. 1791)
- 18 novembre - Philip Yorke, III conte di Hardwicke, politico inglese (n. 1757)
- 22 novembre - Ivan Grigorievič Gogel, generale e nobile russo (n. 1773)
- 26 novembre - Florencio del Castillo, presbitero e politico costaricano (n. 1778)
- 28 novembre - Alois von Gavasini, generale austriaco (n. 1762)
- 30 novembre - Federico Guglielmo d'Assia-Philippsthal-Barchfeld, nobile (n. 1786)
- 30 novembre - Guglielmo Federico di Hannover, nobile inglese (n. 1776)

## Dicembre(13)
- 1º dicembre - Giovan Battista Vinci, ingegnere italiano (n. 1772)
- 3 dicembre - Giuseppe Albani, cardinale italiano (n. 1750)
- 6 dicembre - Adolf von Lützow, ufficiale prussiano (n. 1782)
- 7 dicembre - François-Auguste Parseval-Grandmaison, poeta e traduttore francese (n. 1759)
- 11 dicembre - Kyra Vassiliki (n. 1789)
- 13 dicembre - Sunjo di Joseon, re coreano (n. 1790)
- 20 dicembre - Maurycy Mochnacki, pubblicista polacco (n. 1803)
- 23 dicembre - Aleksandra Nikolaevna Repnina, nobildonna russa (n. 1757)
- 25 dicembre - Lazzaro Papi, scrittore, storico della letteratura e militare italiano (n. 1763)
- 27 dicembre - Charles Lamb, scrittore, poeta e drammaturgo inglese (n. 1775)
- 29 dicembre - Alexander Chalmers, scrittore e giornalista britannico (n. 1759)
- 29 dicembre - Thomas Robert Malthus, economista, filosofo e pastore protestante inglese (n. 1766)
- 31 dicembre - Jean-Nicolas-Louis Durand, architetto e teorico dell'architettura francese (n. 1760)

## Senza giorno specificato(26)
- Roman Ivanovič Bagration, generale georgiano (n. 1778)
- Jacques Balmat, alpinista francese (n. 1762)
- Antonio Busca, militare italiano (n. 1767)
- Jean-Baptiste Nompère de Champagny, politico francese (n. 1756)
- Luc'Andrea Corner, nobile, poeta e militare italiano (n. 1759)
- José Cecilio del Valle, politico honduregno (n. 1780)
- Johann Fritz, artigiano austriaco
- Heinrich Moritz Gaede, entomologo e naturalista tedesco (n. 1795)
- Pietro Ghinelli, architetto italiano (n. 1759)
- Francesco Carlo Gonzaga, nobile italiano (n. 1766)
- Zacarías González Velázquez, pittore spagnolo (n. 1763)
- Giovanni Lazzarini, architetto italiano (n. 1769)
- Alessandro Maggiori, collezionista d'arte, scrittore e critico d'arte italiano (n. 1764)
- Tommaso III Malaspina, nobile italiano (n. 1749)
- John e Joseph Manton, artigiano britannico (n. 1780)
- Francisco Milans del Bosch, generale spagnolo (n. 1769)
- Elisa Orlandi, soprano italiano (n. 1811)
- Vasilij Vladimirovič Petrov, fisico russo (n. 1761)
- Giuseppe Piattoli, pittore e incisore italiano (n. 1748)
- Melchor de Prado y Mariño, architetto spagnolo (n. 1770)
- Giuseppe Servolini, pittore italiano (n. 1748)
- Giuseppe Stuard, collezionista d'arte italiano (n. 1790)
- Thanasis Vagias, politico e militare greco (n. 1765)
- Cayetano Valdés y Flores, generale, ammiraglio e esploratore spagnolo (n. 1767)
- Gaspar de Vigodet, militare spagnolo (n. 1747)
- Jean-Baptiste Barthélemy de Lesseps, diplomatico, scrittore e esploratore francese (n. 1766)